# Браун, Келли
Келли Дэвид Роберт Браун (англ. Kelly David Robert Brown, родился 8 июня 1982 года в Эдинбурге) — шотландский профессиональный регбист, известный своими выступлениями за «Сарацинов», «Глазго Уорриорз» и сборную Шотландии на позициях фланкера и номера 8. В 2017 году завершил карьеру, но остался в структуре «Сарацинов» в качестве тренера академии.

## Клубная карьера
Келли Браун начал свою карьеру в клубе «Бордер Рейверс» и после его расформирования в 2007 году был одним из игроков, присоединившихся к «Глазго Уорриорз». Наивысшим достижением Брауна в составе «воинов» стал полуфинал Кельтской лиги 2010 года. Сразу по завершении сезона регбист присоединился к «Сарацинам» и дебютировал за новую команду в первом матче сезона.
Свою первую попытку за «саррис» занёс в матче Кубка Хейнекен против «Ленстера», проигранного со счётом 43:20. В конце мая Браун выиграл Премьер-лигу, что стало первым титулом как для игрока, так и для клуба. Сезон 2013—2014 стал для регбиста самым результативным — он приземлил три попытки, в том числе одну в зачётную зону «Харлекуинс» в полуфинале Премьер-лиги, а его попытка, занесённая «Нортгемптон Сэйнтс», была номинирована на звание лучшей в сезоне. В сезоне 2014—2015 Браун стал двукратным чемпионом Англии, а год спустя «Сарацины» сделали дубль, выиграв и Премьер-лигу и Кубок европейских чемпионов, но в финалах Келли участия не принимал.

## Карьера в сборной
Келли Браун дебютировал за сборную Шотландии 5 июня 2005 года в матче со сборной Румынии и занёс в нём попытку; встреча закончилась победой «чертополохов» со счётом 19:39. В 2007 году был вызван на чемпионат мира, будучи одним из первых кандидатов на место в задней линии — за предыдущий год регбист выходил практически в каждом матче сборной. На турнире Келли провёл все пять матчей (в четырёх из них выходил на замену) и занёс попытку.
В последующие несколько лет задняя линия «чертополохов» состояла из трёх игроков «Глазго» — Келли Брауна, Джона Барклая и Джонни Битти. Троицу называли Killing Bs. Свой наиболее яркий матч сыграли на Кубок шести наций 2010 против сборной Ирландии на «Кроук Парк», сумев остановить «Львов» Дэвида Уоллеса, Стивена Ферриса и Джейми Хислипа. Однако на чемпионат мира 2011 троица уже не собралась — Энди Робинсон не включил в состав Битти, хотя Барклай и Браун на турнире сыграли. Келли сыграл на турнире по матчу с Румынией, Грузией и Аргентиной, но попытками не отметился.
В 2012 году Браун впервые вышел на поле в качестве капитана в игре с «Олл Блэкс». После этого в течение следующего года был капитаном ещё одиннадцать раз. Свой последний матч сыграл в июне 2014 года против сборной Канады и на чемпионат мира по регби 2015 вызван не был.

## Достижения
Английская Премьер-лига
- Победитель (3): 2010/11, 2014/15, 2015/16.
- Финалист: 2013/14.

Кубок европейских чемпионов
- Победитель (2): 2015/16, 2016/17.
- Финалист: 2013/14.

## Личная жизнь
Келли Браун женат на Эмили Гранфилд, у пары есть две дочери, Эмбер и Лина. Бо́льшую часть жизни регбист страдал от заикания, из-за чего ощущал огромный дискомфорт при общении с прессой. После переезда в Англию Браун сумел побороть заикание с помощью методики Макгуайра.